# The Dubliners
Pour les articles homonymes, voir Dubliner.
 (janvier 2013).
Si vous disposez d'ouvrages ou d'articles de référence ou si vous connaissez des sites web de qualité traitant du thème abordé ici, merci de compléter l'article en donnant les références utiles à sa vérifiabilité et en les liant à la section « Notes et références ».
The Dubliners (/ðə ˈdʌblɪnəz/) est un groupe irlandais de folk, actif entre 1962 et 2012. Il se sépare après un ultime concert le 30 décembre 2012.
The Dubliners ont contribué à populariser la musique folk irlandaise en Europe. Ils ont influencé de nombreuses générations de groupes irlandais et leur héritage se retrouve dans la musique d'artistes tels que The Pogues, Dropkick Murphys et Flogging Molly. Très adulés dans leur pays d'origine, les reprises de ballades irlandaises par Ronnie Drew et Luke Kelly tendent à être considérées comme des versions définitives. Un des groupes irlandais les plus influents du XXe siècle, ils célèbrent 50 ans de vie commune en 2012, ce qui fait d'eux le groupe musical irlandais ayant survécu le plus longtemps,.

## Histoire

### Débuts
Le nom The Dubliners vient de l'ouvrage homonyme de James Joyce. À l'origine, le groupe s'appelle The Ronnie Drew Group. Ce nom ne plaisait pas à Ronnie Drew. Le changement de nom coïncide avec le moment où Luke Kelly lit Dubliners (Les Dublinois), un livre de James Joyce.
Ils jouent de nombreux airs instrumentaux, principalement des airs à danser (reels, jigs et hornpipes). Au début où ils jouent au pub « O'Donoghue's », Bobby Lynch et le violoniste et flûtiste John Sheahan jouent parfois pendant les entractes et restent sur scène au-delà du temps prévu. Lorsque Luke Kelly revient d'Angleterre en 1964, ils lui demandent de rejoindre le groupe. Quand Kelly s’en va, Lynch quitte le groupe et Sheahan reste. Bobby Lynch meurt en 1982.

### Succès international
The Dubliners sont des pionniers du folk irlandais en Europe et également, dans une moindre mesure, aux États-Unis. Ils passent la fin des années 1960 et le début des années 1970 à faire des tournées, copieusement arrosées. En 1974, Ciaran Bourke s’écroule sur scène à la suite d'une hémorragie cérébrale. Il fait d’abord une rémission miraculeuse mais s’effondre à nouveau. Son côté gauche est paralysé. Il meurt en 1988. Le groupe ayant toujours espéré son retour, il n’y eut officiellement pas de 5e membre jusqu'à sa mort.
En 1974, Ronnie Drew décide de quitter le groupe afin de se consacrer davantage à sa famille. Il est remplacé par Jim McCann. Avant de rejoindre le groupe, McCann avait une émission télévisée au début des années 1970 intitulée The McCann Man. Il quitte le groupe en 1979 pour commencer une carrière solo ; Ronnie Drew retrouve alors le groupe.
En 1980, Luke Kelly est atteint d'une tumeur cérébrale. Bien que dans un premier temps la chimiothérapie semble être efficace, les choses empirent à nouveau. Sachant que les jours de Kelly sont comptés, le groupe choisit un remplaçant en 1982, Sean Cannon.
Parfois Kelly était trop malade pour chanter, parfois il rejoignait le groupe pour quelques chansons, mais il ne cessa pas de faire des tournées avec le groupe jusqu'à deux mois avant sa mort. L’un des derniers concerts auxquels il prend part est enregistré et diffusé sous le titre : Live in Carré (Amsterdam, Holland), en 1983. En novembre 2004, le conseil municipal de Dublin vota à l’unanimité l’édification d’une statue en hommage à Luke Kelly.

### Dernières années
En 1987, The Dubliners célèbrent leur 25e anniversaire. Ils enregistrent un double CD, produit par Eamonn Campbell, un ami de longue date. Il les présente aux Pogues et de leur collaboration naquit un tube avec The Irish Rover. Christy Moore, Paddy Reilly et Jim McCann figurent également sur le CD.
En 1996, Ronnie Drew quitte le groupe et Paddy Reilly vient le remplacer. Reilly est un ami de longue date du groupe, ayant déjà fait des tournées avec eux auparavant en plusieurs occasions et déjà reconnu comme artiste solo en Irlande. En 2002, le groupe retrouve temporairement Ronnie Drew et Jim McCann pour la tournée du 40e anniversaire, au cours de laquelle il enregistre son premier DVD. En 2005, Paddy Reilly décide de partir aux États-Unis. Il est remplacé par Patsy Watchorn, chanteur et joueur de banjo déjà connu avec The Dublin City Ramblers.
Depuis 1962 jusqu'en 2012, après différents remaniements (Barney McKenna et John Sheahan restent les seuls membres du groupe d'origine), The Dubliners effectue chaque année des tournées en Europe. Ils jouent au Grand Rex de Paris le 17 mars 2008. Le 22 février 2008 est sorti le single The Ballad of Ronnie Drew, rendant hommage au chanteur irlandais. Cette chanson est notamment interprétée aussi par Bono, Gavin Friday, Sinéad O'Connor, The Chieftains et Andrea Corr. Moins d'un mois après, le single a déjà été deux fois numéro 1 en Irlande.
Ronnie Drew décède le 16 août 2008 à l'âge de 73 ans au St Vincent's Private Hospital (en) à Dublin, au terme d'une longue maladie. Le président de la République irlandaise et le Taoiseach (premier ministre) lui rendent hommage. La télévision irlandaise RTÉ lui consacre une émission où viennent jouer les autres membres du groupe accompagnés des musiciens amis du groupe : les Corrs, Bono (du groupe U2), Shane MacGowan (des Pogues), Sinéad O'Connor, etc.
En 2012, après 50 ans d’existence, les Dubliners annoncent la fin de leur carrière, à la suite du décès de Barney McKenna le 5 avril. Cependant, les membres du groupe restants, à l'exception de John Sheahan, se réunissent sous le nom de « The Dublin Legends ». En 2018, Seán Cannon est le seul membre historique qui en fasse encore partie, après le départ de Patsy Watchorn en 2014 et le décès d'Eamonn Campbell en 2017.

## Membres
Les fondateurs du groupe sont Ronnie Drew, Luke Kelly, Ciarán Bourke et Barney McKenna.

## Discographie
- The Dubliners and Luke Kelly (1964)
- In Concert (1965)
- Finnegan Wakes (1966)
- A Drop of the Hard Stuff  (a.k.a. Seven Drunken Nights) (1967)
- More of the Hard Stuff (1967)
- Drinking and Courting  (a.k.a. Seven Deadly Sins) (1968)
- At it again (a.k.a. Whiskey on a Sunday) (1968)
- Live at the Royal Albert Hall (1969)
- At Home with The Dubliners (1969)
- Revolution (1970)
- Hometown (1972)
- Double Dubliners (1972)
- Plain and simple (1973)
- Live (1974)
- Now (1975)
- A Parcel of Rogues (1976)
- Live at Montreux (1977)
- Home, Boys, Home
- 15 Years On (1977)
- Together Again (1979)
- Prodigal Sons (1983)
- Live at Carre (1983)
- 21 Years On (1983)
- 25 Years Celebration (1987)
- Dubliner's Dublin (1988)
- 30 Years A-Greying (1992)
- Further Along (1996)
- Alive Alive-O (1997)
- The Defenitive Transatlantic Collection (1997)
- Original Dubliners (2000)
- The best of The Dubliners (2002)
- At their best
- The Transatlantic Anthology (2002)
- 40 Year Celebration
- Live at the Gaiety
- Spirit of the Irish (2003)
- The Dubliners Collection (2006)
- A Time to Remember (2009)
- 50 Years (2012)
- An Evening with The Dublin Legends: Live in Vienna (2014)